# Мейсон (Теннессі)
Мейсон (англ. Mason) — місто (англ. town) в США, в окрузі Тіптон штату Теннессі. Населення — 1337 осіб (2020).

## Географія
Мейсон розташований за координатами 35°24′44″ пн. ш. 89°32′37″ зх. д. / 35.41222° пн. ш. 89.54361° зх. д. (35.412273, -89.543498).  За даними Бюро перепису населення США в 2010 році місто мало площу 5,40 км², уся площа — суходіл.

## Демографія
Згідно з переписом 2010 року, у місті мешкало 1609 осіб у 342 домогосподарствах у складі 263 родин. Густота населення становила 298 осіб/км².  Було 381 помешкання (71/км²).
Расовий склад населення:
| - 63,1 % — чорних або афроамериканців - 28,5 % — білих - 0,2 % — азіатів - 0,1 % — корінних американців - 7,0 % — осіб інших рас |

До двох чи більше рас належало 1,1 %. Частка іспаномовних становила 8,9 % від усіх жителів.
За віковим діапазоном населення розподілялося таким чином: 19,1 % — особи молодші 18 років, 75,3 % — особи у віці 18—64 років, 5,6 % — особи у віці 65 років та старші. Медіана віку мешканця становила 31,5 року. На 100 осіб жіночої статі у місті припадало 183,8 чоловіків;  на 100 жінок у віці від 18 років та старших — 212,0 чоловіків також старших 18 років.
Середній дохід на одне домашнє господарство  становив 41 766 доларів США (медіана — 31 696), а середній дохід на одну сім'ю — 44 559 доларів (медіана — 32 381). Медіана доходів становила 35 179 доларів для чоловіків та 31 307 доларів для жінок. За межею бідності перебувало 27,5 % осіб, у тому числі 49,5 % дітей у віці до 18 років та 16,0 % осіб у віці 65 років та старших.
Цивільне працевлаштоване населення становило 433 особи. Основні галузі зайнятості: освіта, охорона здоров'я та соціальна допомога — 19,4 %, виробництво — 19,2 %, роздрібна торгівля — 15,0 %.